# Eleições europeias de 2024 (Portugal)
As eleições parlamentares europeias de 2024 em Portugal, também designadas por eleições para o Parlamento Europeu, tiveram lugar no dia 9 de junho em território nacional. As pessoas recenseadas no estrangeiro votaram nos dias 8 e 9 de junho, numa embaixada ou consulado. Os eleitores escolheram os 21 deputados eleitos por Portugal com assento no Parlamento Europeu na legislatura 2024–2029.

## Contexto

### Data das eleições
Pelo dia das eleições, 9 de junho, ser a véspera do feriado do Dia de Portugal, de Camões e das Comunidades Portuguesas, existia a possibilidade de um aumento da abstenção devido ao fim de semana prolongado. O governo português tentou chegar a um compromisso, sem sucesso, com os restantes países da União Europeia para alterar a data das europeias. A 4 de abril de 2024, o presidente da República Marcelo Rebelo de Sousa convocou as eleições para o dia 9 de junho de 2024.

### Debates
Os três principais órgãos de comunicação televisiva portugueses, RTP, SIC e TVI, propuseram a realização de 28 debates entre os partidos que obtiveram representação no Parlamento Europeu nas eleições europeias anteriores, convidando também o Chega (CH), Iniciativa Liberal (IL) e Livre (L), partidos com representação na Assembleia da República mas sem representação no Parlamento Europeu. De fora ficaram os partidos sem representação parlamentar na Assembleia da República. No entanto, o Partido Socialista (PS) e a AD – Aliança Democrática, coligação entre o Partido Social Democrata (PPD/PSD), o CDS – Partido Popular (CDS–PP) o e Partido Popular Monárquico (PPM), rejeitaram o modelo de debates, declarando-o incompatível com ações de campanha na rua, levando a que os três meios de comunicação enviassem nova proposta prevendo seis debates a quatro, um com todas as forças partidárias com representação na Assembleia da República e outro para os partidos lá não representados. Nesse mesmo dia, o Volt Portugal apresentou queixa à Comissão Nacional de Eleições (CNE) por ver a sua representação nos debates preterida em prol de partidos sem representação no Parlamento Europeu, argumentando que, como partido pan-europeu, se encontra representado pelo eurodeputado Damian Boeselager. Também o Alternativa Democrática Nacional (ADN) apresentou três dias depois uma providência cautelar contra os meios de comunicação por ser excluído enquanto Chega, Livre e IL participam nos debates.

### Coligações e partidos
A coligação vencedora das legislativas de 2024, formada pelo Partido Social Democrata (PPD/PSD), o CDS – Partido Popular (CDS–PP) e o Partido Popular Monárquico (PPM) manteve-se para as eleições europeias, mas mudou o nome a aparecer no boletim de voto para AD — Aliança Democrática por forma a evitar confusões com o partido de extrema-direita Alternativa Democrática Nacional (ADN) que poderá ter custado milhares de votos à coligação na legislativas anteriores.
As primárias do Livre (L) geraram polémica após suspeitas de viciação externa em prol do vencedor da primeira volta, Francisco Paupério, o que levou a direção do partido a considerar alterar as regras e vedar a votação a não membros. No entanto, a alteração foi descartada e Francisco Paupério acabou por vencer a segunda volta e ser apontado cabeça de lista do partido, a par com a segunda classificada, Filipa Pinto.
O Volt Portugal encetou conversações com o Livre e o Pessoas–Animais–Natureza (PAN) para avaliar a possibilidade de concorrer com uma única frente ecologista que incluísse os três partidos que se agrupam no grupo dos Verdes/Aliança Livre Europeia, no entanto o Livre rejeitou coligações nas eleições, enquanto que o PAN não emitiu qualquer resposta. O Volt solicitou também junto do Tribunal Constitucional a extinção do partido ADN devido às declarações de Bruno Fialho em relação à reabertura e envio de oposição política para o Campo de Concentração do Tarrafal.
O Movimento Alternativa Socialista (MAS) apresentou duas listas distintas ao Tribunal Constitucional obrigando a uma decisão adicional por parte daquele órgão.
Participaram quinze partidos e duas coligações nas eleições europeias. Dos 24 partidos reconhecidos pelo Tribunal Constitucional, apenas Aliança (A), Partido Comunista dos Trabalhadores Portugueses (PCTP/MRPP), Juntos pelo Povo (JPP) e (A)TUA (A)T) não participaram.

## Representação parlamentar 2019–2024
A tabela mostra os deputados de acordo com a última informação do Parlamento Europeu:
| Partido nacional | Partido nacional                   | Deputados | Grupo parlamentar | Grupo parlamentar                                 |
| ---------------- | ---------------------------------- | --------- | ----------------- | ------------------------------------------------- |
|                  | Partido Socialista                 | 9 / 21    |                   | Aliança Progressista dos Socialistas e Democratas |
|                  | Partido Social Democrata           | 6 / 21    |                   | Grupo do Partido Popular Europeu                  |
|                  | Bloco de Esquerda                  | 2 / 21    |                   | Esquerda Unitária Europeia/Esquerda Nórdica Verde |
|                  | Partido Comunista Português        | 2 / 21    |                   | Esquerda Unitária Europeia/Esquerda Nórdica Verde |
|                  | CDS – Partido Popular              | 1 / 21    |                   | Grupo do Partido Popular Europeu                  |
|                  | Francisco Guerreiro (Independente) | 1 / 21    |                   | Verdes/Aliança Livre Europeia                     |

| Grupo parlamentar | Grupo parlamentar                                 | Deputados |
| ----------------- | ------------------------------------------------- | --------- |
|                   | Aliança Progressista dos Socialistas e Democratas | 9 / 21    |
|                   | Grupo do Partido Popular Europeu                  | 7 / 21    |
|                   | Esquerda Unitária Europeia/Esquerda Nórdica Verde | 4 / 21    |
|                   | Verdes/Aliança Livre Europeia                     | 1 / 21    |

## Listas concorrentes
Dezassete partidos ou coligações apresentaram listas concorrentes às eleições europeias de 2024.
| Partido/coligação | Partido/coligação                                                                                        | Cabeça de lista           | Filiação europeia                                                  | Ref.          |
| ----------------- | --- | ------------------------- | ------------------------------------------------------------------ | ------------- |
|                   | AD – Aliança Democrática - Partido Social Democrata - CDS – Partido Popular - Partido Popular Monárquico | Sebastião Bugalho         | Partido Popular Europeu (a) Movimento Político Cristão Europeu (b) | [ 21 ]        |
|                   | Alternativa Democrática Nacional                                                                         | Joana Amaral Dias         |                                                                    | [ 22 ]        |
|                   | Bloco de Esquerda                                                                                        | Catarina Martins          | Partido da Esquerda Europeia                                       | [ 23 ]        |
|                   | Chega | António Tânger Corrêa     | Identidade e Democracia                                            | [ 24 ]        |
|                   | CDU – Coligação Democrática Unitária - Partido Comunista Português - Partido Ecologista "Os Verdes"      | João Oliveira             | Partido da Esquerda Europeia (c) Partido Verde Europeu (d)         | [ 25 ]        |
|                   | Ergue-te                                                                                                 | Rui da Fonseca e Castro   | Aliança dos Movimentos Nacionais Europeus                          | [ 26 ]        |
|                   | Iniciativa Liberal                                                                                       | João Cotrim de Figueiredo | Aliança dos Liberais e Democratas pela Europa                      | [ 27 ]        |
|                   | Livre | Francisco Paupério        | Partido Verde Europeu                                              | [ 28 ]        |
|                   | Movimento Alternativa Socialista                                                                         | Gil Garcia                |                                                                    | [ 29 ]        |
|                   | Nós, Cidadãos!                                                                                           | Pedro Ladeira             | Aliança dos Liberais e Democratas pela Europa                      |               |
|                   | Nova Direita                                                                                             | Ossanda Liber             |                                                                    | [ 30 ]        |
|                   | Partido da Terra                                                                                         | Manuel Carreira           | Partido Popular Europeu                                            | [ 31 ] [ 32 ] |
|                   | Partido Socialista                                                                                       | Marta Temido              | Partido Socialista Europeu                                         | [ 33 ]        |
|                   | Partido Trabalhista Português                                                                            | José Manuel Coelho        |                                                                    | [ 34 ]        |
|                   | Pessoas–Animais–Natureza                                                                                 | Pedro Fidalgo Marques     | Animal Politics EU                                                 | [ 35 ]        |
|                   | Reagir Incluir Reciclar                                                                                  | Márcia Henriques          |                                                                    | [ 36 ]        |
|                   | Volt Portugal                                                                                            | Duarte Costa              | Volt Europa                                                        | [ 37 ]        |

(a)  Filiação referente apenas ao PPD/PSD e CDS–PP.
(b)  Filiação referente apenas ao PPM.
(c) Filiação referente apenas ao PCP.
(d) Filiação referente apenas ao PEV.

## Debates
Serão realizados oito debates: seis a quatro, um com os partidos com assento parlamentar na Assembleia da República, e um com os partidos sem assento parlamentar nessa câmara.

### Com representação parlamentar na Assembleia da República
| Debates entre partidos com representação na eleição anterior | Debates entre partidos com representação na eleição anterior | Debates entre partidos com representação na eleição anterior | Debates entre partidos com representação na eleição anterior | Debates entre partidos com representação na eleição anterior | Debates entre partidos com representação na eleição anterior | Debates entre partidos com representação na eleição anterior | Debates entre partidos com representação na eleição anterior | Debates entre partidos com representação na eleição anterior | Debates entre partidos com representação na eleição anterior | Debates entre partidos com representação na eleição anterior | Debates entre partidos com representação na eleição anterior | Debates entre partidos com representação na eleição anterior | Debates entre partidos com representação na eleição anterior |   |   |   |   |  |  |
| Data                                                         | Hora                                                         | Emissora                                                     | Moderador(es)                                                | C Convidado P Presente A Ausente N Não convidado             | C Convidado P Presente A Ausente N Não convidado             | C Convidado P Presente A Ausente N Não convidado             | C Convidado P Presente A Ausente N Não convidado             | C Convidado P Presente A Ausente N Não convidado             | C Convidado P Presente A Ausente N Não convidado             | C Convidado P Presente A Ausente N Não convidado             | C Convidado P Presente A Ausente N Não convidado             | Audiências                                                   | Refs.                                                        |   |   |   |   |  |  |
| Data                                                         | Hora                                                         | Emissora                                                     | Moderador(es)                                                | PS                                                           | PPD/PSD.CDS–PP.PPM                                           | CH                                                           | IL                                                           | PCP–PEV                                                      | B.E.                                                         | PAN                                                          | L                                                            | Audiências                                                   | Refs.                                                        |   |   |   |   |  |  |
| ------------------------------------------------------------ | ------------------------------------------------------------ | ------------------------------------------------------------ | ------------------------------------------------------------ | ------------------------------------------------------------ | ------------------------------------------------------------ | ------------------------------------------------------------ | ------------------------------------------------------------ | ------------------------------------------------------------ | ------------------------------------------------------------ | ------------------------------------------------------------ | ------------------------------------------------------------ | ------------------------------------------------------------ | ------------------------------------------------------------ | - | - | - | - |  |  |
| Data                                                         | Hora                                                         | Emissora                                                     | Moderador(es)                                                | 13 de maio                                                   | 21:00                                                        | SIC                                                          | Clara de Sousa                                               | P                                                            | P                                                            | N                                                            | P                                                            | Audiências                                                   | Refs.                                                        | N | N | N | P |  |  |
| 15 de maio                                                   | 20:50                                                        | RTP1 RTP3                                                    | Carlos Daniel                                                | N                                                            | N                                                            | P                                                            | N                                                            | N                                                            | P                                                            | P                                                            | P                                                            |                                                              |                                                              |   |   |   |   |  |  |
| 17 de maio                                                   | 20:35                                                        | TVI                                                          | Sara Pinto                                                   | N                                                            | N                                                            | N                                                            | P                                                            | P                                                            | P                                                            | N                                                            | P                                                            |                                                              |                                                              |   |   |   |   |  |  |
| 20 de maio                                                   | 21:00                                                        | SIC                                                          | Clara de Sousa                                               | N                                                            | N                                                            | P                                                            | P                                                            | P                                                            | N                                                            | N                                                            | P                                                            |                                                              |                                                              |   |   |   |   |  |  |
| 21 de maio                                                   | 20:50                                                        | RTP1                                                         | Carlos Daniel                                                | P                                                            | P                                                            | P                                                            | N                                                            | P                                                            | N                                                            | N                                                            | N                                                            |                                                              |                                                              |   |   |   |   |  |  |
| 24 de maio                                                   | 20:30                                                        | TVI                                                          | Sara Pinto                                                   | P                                                            | P                                                            | N                                                            | N                                                            | N                                                            | P                                                            | P                                                            | N                                                            |                                                              |                                                              |   |   |   |   |  |  |
| 28 de maio                                                   | 21:00                                                        | RTP1 RTP3                                                    | Carlos Daniel                                                | P                                                            | P                                                            | P                                                            | P                                                            | P                                                            | P                                                            | P                                                            | P                                                            |                                                              |                                                              |   |   |   |   |  |  |

### Sem representação parlamentar na Assembleia da República
| Debates entre partidos sem representação na eleição anterior | Debates entre partidos sem representação na eleição anterior | Debates entre partidos sem representação na eleição anterior | Debates entre partidos sem representação na eleição anterior | Debates entre partidos sem representação na eleição anterior | Debates entre partidos sem representação na eleição anterior | Debates entre partidos sem representação na eleição anterior | Debates entre partidos sem representação na eleição anterior | Debates entre partidos sem representação na eleição anterior | Debates entre partidos sem representação na eleição anterior | Debates entre partidos sem representação na eleição anterior | Debates entre partidos sem representação na eleição anterior | Debates entre partidos sem representação na eleição anterior | Debates entre partidos sem representação na eleição anterior | Debates entre partidos sem representação na eleição anterior |   |   |   |   |  |  |
| Data                                                         | Hora                                                         | Emissora                                                     | Moderador(es)                                                | C Convidado P Presente N Não Convidado                       | C Convidado P Presente N Não Convidado                       | C Convidado P Presente N Não Convidado                       | C Convidado P Presente N Não Convidado                       | C Convidado P Presente N Não Convidado                       | C Convidado P Presente N Não Convidado                       | C Convidado P Presente N Não Convidado                       | C Convidado P Presente N Não Convidado                       | C Convidado P Presente N Não Convidado                       | Audiências                                                   | Refs.                                                        |   |   |   |   |  |  |
| Data                                                         | Hora                                                         | Emissora                                                     | Moderador(es)                                                | NC                                                           | E                                                            | ADN                                                          | PTP                                                          | MAS                                                          | R.I.R.                                                       | VP                                                           | ND                                                           | MPT                                                          | Audiências                                                   | Refs.                                                        |   |   |   |   |  |  |
| ------------------------------------------------------------ | ------------------------------------------------------------ | ------------------------------------------------------------ | ------------------------------------------------------------ | ------------------------------------------------------------ | ------------------------------------------------------------ | ------------------------------------------------------------ | ------------------------------------------------------------ | ------------------------------------------------------------ | ------------------------------------------------------------ | ------------------------------------------------------------ | ------------------------------------------------------------ | ------------------------------------------------------------ | ------------------------------------------------------------ | ------------------------------------------------------------ | - | - | - | - |  |  |
| Data                                                         | Hora                                                         | Emissora                                                     | Moderador(es)                                                | 17 de maio                                                   |                                                              | Porto Canal                                                  |                                                              | N                                                            | N                                                            | N                                                            | N                                                            | P                                                            | Audiências                                                   | Refs.                                                        | N | P | N | N |  |  |
| 24 de maio                                                   | 19:00                                                        | Porto Canal                                                  |                                                              | N                                                            | P                                                            | N                                                            | N                                                            | N                                                            | N                                                            | N                                                            | P                                                            | N                                                            |                                                              |                                                              |   |   |   |   |  |  |
| 30 de maio                                                   | 22:30                                                        | RTP1 RTP3                                                    | Carlos Daniel                                                | P                                                            | P                                                            | P                                                            | P                                                            | P                                                            | P                                                            | P                                                            | P                                                            | P                                                            |                                                              |                                                              |   |   |   |   |  |  |

## Resultados oficiais

Partido/coligação mais votado por concelho: Laranja – PPD/PSD.CDS–PP.PPM; Rosa – PS

| Partido | Partido                                  | Votos      | %               | +/-    | Deputados | +/-     |
| --- | ---------------------------------------- | ---------- | --------------- | ------ | --------- | ------- |
| | Partido Socialista                       | 1 268 915  | 32,75 / 100,00  | 0,63   | 8 / 21    | 1       |
| | AD – Aliança Democrática (a)             | 1 229 895  | 31,74 / 100,00  | 2,92   | 7 / 21    | Estável |
| | Chega                                    | 387 068    | 9,99 / 100,00   | -      | 2 / 21    | 2       |
| | Iniciativa Liberal                       | 358 811    | 9,26 / 100,00   | 8,38   | 2 / 21    | 2       |
| | Bloco de Esquerda                        | 168 107    | 4,34 / 100,00   | 5,48   | 1 / 21    | 1       |
| | CDU – Coligação Democrática Unitária (b) | 162 630    | 4,20 / 100,00   | 2,68   | 1 / 21    | 1       |
| | Livre                                    | 148 572    | 3,83 / 100,00   | 2,00   | 0 / 21    | Estável |
| | Alternativa Democrática Nacional         | 54 120     | 1,40 / 100,00   | 0,92   | 0 / 21    | Estável |
| | Pessoas–Animais–Natureza                 | 48 006     | 1,24 / 100,00   | 3,84   | 0 / 21    | 1       |
| | Volt Portugal                            | 9 445      | 0,24 / 100,00   | Novo   | 0 / 21    | Novo    |
| | Ergue-te                                 | 8 302      | 0,21 / 100,00   | 0,28   | 0 / 21    | Estável |
| | Nova Direita                             | 6 361      | 0,16 / 100,00   | Novo   | 0 / 21    | Novo    |
| | Reagir Incluir Reciclar                  | 6 407      | 0,17 / 100,00   | Novo   | 0 / 21    | Novo    |
| | Movimento Alternativa Socialista         | 5 016      | 0,13 / 100,00   | 0,07   | 0 / 21    | Estável |
| | Partido da Terra                         | 4 558      | 0,12 / 100,00   | -      | 0 / 21    | -       |
| | Partido Trabalhista Português            | 4 312      | 0,11 / 100,00   | 0,15   | 0 / 21    | Estável |
| | Nós, Cidadãos!                           | 4 246      | 0,11 / 100,00   | 0,94   | 0 / 21    | Estável |
| Votos inválidos                                                                                                  | Votos inválidos                          | 77 208     | 1,95 / 100,00   | 4,98   |           |         |
| Total | Total                                    | 3 951 979  | 100,00 / 100,00 |        | 21 / 21   |         |
| Eleitorado/Participação                                                                                          | Eleitorado/Participação                  | 10 789 781 | 36,63 / 100,00  | 5,90   |           |         |
| Fonte | Fonte                                    | [ 44 ]     | [ 44 ]          | [ 44 ] | [ 44 ]    | [ 44 ]  |
| (a) Coligação eleitoral ad hoc entre PPD/PSD (6 eurodeputados), CDS–PP (1 eurodeputado) e PPM (0 eurodeputados). |                                          |            |                 |        |           |         |
| (b) Coligação eleitoral permanente entre PCP (1 eurodeputado) e PEV (0 eurodeputados).                           |                                          |            |                 |        |           |         |

## Resultados por distrito

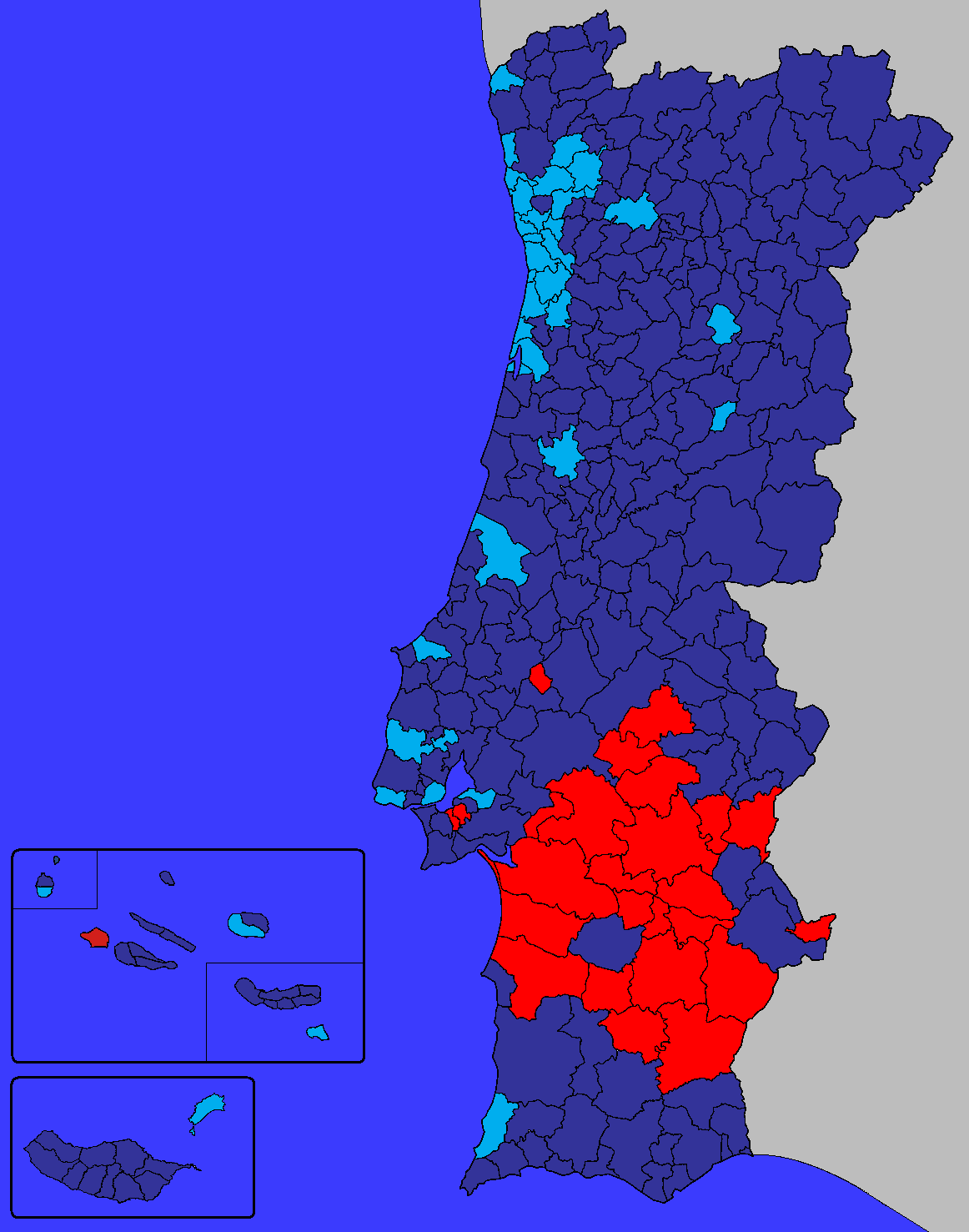
Partido mais votado excetuando PS e PPD/PSD.CDS–PP.PPM por concelho: Azul escuro – CH; Azul claro – IL; Vermelho - PCP–PEV; Vermelho escuro – B.E.; Azul cinza – ADN.

### Açores
| Partido                 | Partido                              | Votos   | %               | +/-   |
| ----------------------- | ------------------------------------ | ------- | --------------- | ----- |
|                         | AD – Aliança Democrática             | 21 361  | 38,38 / 100,00  | 11,19 |
|                         | Partido Socialista                   | 17 991  | 32,32 / 100,00  | 8,51  |
|                         | Chega                                | 4 484   | 8,06 / 100,00   | -     |
|                         | Iniciativa Liberal                   | 3 412   | 6,13 / 100,00   | 5,67  |
|                         | Bloco de Esquerda                    | 2 058   | 3,70 / 100,00   | 3,76  |
|                         | Livre                                | 1 356   | 2,44 / 100,00   | 0,80  |
|                         | CDU – Coligação Democrática Unitária | 924     | 1,66 / 100,00   | 0,87  |
|                         | Alternativa Democrática Nacional     | 827     | 1,49 / 100,00   | 1,13  |
|                         | Pessoas–Animais–Natureza             | 735     | 1,32 / 100,00   | 2,34  |
|                         | Outros (com menos de 1,00%)          | 555     | 1,00 / 100,00   |       |
| Votos inválidos         | Votos inválidos                      | 1 960   | 3,52 / 100,00   | 6,22  |
| Total                   | Total                                | 55 663  | 100,00 / 100,00 |       |
| Eleitorado/Participação | Eleitorado/Participação              | 229 879 | 24,21 / 100,00  | 5,50  |

### Aveiro
| Partido                 | Partido                              | Votos   | %               | +/-  |
| ----------------------- | ------------------------------------ | ------- | --------------- | ---- |
|                         | AD – Aliança Democrática             | 93 896  | 36,97 / 100,00  | 1,39 |
|                         | Partido Socialista                   | 79 680  | 31,37 / 100,00  | 0,17 |
|                         | Iniciativa Liberal                   | 22 542  | 8,87 / 100,00   | 8,12 |
|                         | Chega                                | 21 011  | 8,27 / 100,00   | -    |
|                         | Bloco de Esquerda                    | 9 372   | 3,69 / 100,00   | 5,72 |
|                         | Livre                                | 7 357   | 2,90 / 100,00   | 1,52 |
|                         | CDU – Coligação Democrática Unitária | 4 819   | 1,90 / 100,00   | 1,20 |
|                         | Alternativa Democrática Nacional     | 4 208   | 1,66 / 100,00   | 1,10 |
|                         | Pessoas–Animais–Natureza             | 2 699   | 1,06 / 100,00   | 3,32 |
|                         | Outros (com menos de 1,00%)          | 2 786   | 1,10 / 100,00   |      |
| Votos inválidos         | Votos inválidos                      | 5 642   | 2,22 / 100,00   | 6,22 |
| Total                   | Total                                | 254 012 | 100,00 / 100,00 |      |
| Eleitorado/Participação | Eleitorado/Participação              | 641 779 | 39,58 / 100,00  | 5,77 |

### Beja
| Partido                 | Partido                              | Votos   | %               | +/-   |
| ----------------------- | ------------------------------------ | ------- | --------------- | ----- |
|                         | Partido Socialista                   | 18 811  | 35,42 / 100,00  | 1,22  |
|                         | AD – Aliança Democrática             | 9 983   | 18,80 / 100,00  | 6,36  |
|                         | CDU – Coligação Democrática Unitária | 8 177   | 15,40 / 100,00  | 9,82  |
|                         | Chega                                | 6 663   | 12,55 / 100,00  | -     |
|                         | Iniciativa Liberal                   | 3 018   | 5,68 / 100,00   | 5,36  |
|                         | Bloco de Esquerda                    | 2 358   | 4,44 / 100,00   | 4,42  |
|                         | Livre                                | 1 503   | 2,83 / 100,00   | 1,72  |
|                         | Outros (com menos de 1,00%)          | 1 565   | 2,96 / 100,00   |       |
| Votos inválidos         | Votos inválidos                      | 1 026   | 1,93 / 100,00   | 3,67  |
| Total                   | Total                                | 53 104  | 100,00 / 100,00 |       |
| Eleitorado/Participação | Eleitorado/Participação              | 119 354 | 44,49 / 100,00  | 12,35 |

### Braga
| Partido                 | Partido                              | Votos   | %               | +/-  |
| ----------------------- | ------------------------------------ | ------- | --------------- | ---- |
|                         | AD – Aliança Democrática             | 124 433 | 36,19 / 100,00  | 1,25 |
|                         | Partido Socialista                   | 112 999 | 32,86 / 100,00  | 0,64 |
|                         | Iniciativa Liberal                   | 29 840  | 8,68 / 100,00   | 8,03 |
|                         | Chega                                | 28 734  | 8,36 / 100,00   | -    |
|                         | Bloco de Esquerda                    | 11 364  | 3,30 / 100,00   | 4,85 |
|                         | Livre                                | 9 547   | 2,78 / 100,00   | 1,49 |
|                         | CDU – Coligação Democrática Unitária | 7 800   | 2,27 / 100,00   | 1,60 |
|                         | Alternativa Democrática Nacional     | 5 560   | 1,62 / 100,00   | 1,14 |
|                         | Outros (com menos de 1,00%)          | 6 792   | 1,97 / 100,00   |      |
| Votos inválidos         | Votos inválidos                      | 6 802   | 1,97 / 100,00   | 6,32 |
| Total                   | Total                                | 343 871 | 100,00 / 100,00 |      |
| Eleitorado/Participação | Eleitorado/Participação              | 780 323 | 44,07 / 100,00  | 6,30 |

### Bragança
| Partido                 | Partido                              | Votos   | %               | +/-   |
| ----------------------- | ------------------------------------ | ------- | --------------- | ----- |
|                         | AD – Aliança Democrática             | 21 567  | 40,87 / 100,00  | 0,13  |
|                         | Partido Socialista                   | 17 243  | 32,67 / 100,00  | 2,03  |
|                         | Chega                                | 5 418   | 10,27 / 100,00  | -     |
|                         | Iniciativa Liberal                   | 2 455   | 4,65 / 100,00   | 4,22  |
|                         | Bloco de Esquerda                    | 1 178   | 2,23 / 100,00   | 4,34  |
|                         | Alternativa Democrática Nacional     | 1 026   | 1,94 / 100,00   | 1,43  |
|                         | Livre                                | 862     | 1,63 / 100,00   | 0,92  |
|                         | CDU – Coligação Democrática Unitária | 858     | 1,63 / 100,00   | 0,63  |
|                         | Outros (com menos de 1,00%)          | 1 042   | 1,97 / 100,00   |       |
| Votos inválidos         | Votos inválidos                      | 1 124   | 2,13 / 100,00   | 4,58  |
| Total                   | Total                                | 52 773  | 100,00 / 100,00 |       |
| Eleitorado/Participação | Eleitorado/Participação              | 133 927 | 39,40 / 100,00  | 10,93 |

### Castelo Branco
| Partido                 | Partido                              | Votos   | %               | +/-   |
| ----------------------- | ------------------------------------ | ------- | --------------- | ----- |
|                         | Partido Socialista                   | 30 044  | 37,94 / 100,00  | 1,16  |
|                         | AD – Aliança Democrática             | 23 174  | 29,26 / 100,00  | 2,98  |
|                         | Chega                                | 8 377   | 10,58 / 100,00  | -     |
|                         | Iniciativa Liberal                   | 5 133   | 6,48 / 100,00   | 5,99  |
|                         | Bloco de Esquerda                    | 3 112   | 3,93 / 100,00   | 6,05  |
|                         | CDU – Coligação Democrática Unitária | 2 414   | 3,05 / 100,00   | 1,76  |
|                         | Livre                                | 2 214   | 2,80 / 100,00   | 1,52  |
|                         | Alternativa Democrática Nacional     | 1 221   | 1,54 / 100,00   | 1,09  |
|                         | Outros (com menos de 1,00%)          | 1 656   | 2,10 / 100,00   |       |
| Votos inválidos         | Votos inválidos                      | 1 852   | 2,34 / 100,00   | 5,58  |
| Total                   | Total                                | 79 197  | 100,00 / 100,00 |       |
| Eleitorado/Participação | Eleitorado/Participação              | 163 321 | 48,49 / 100,00  | 13,71 |

### Coimbra
| Partido                 | Partido                              | Votos   | %               | +/-  |
| ----------------------- | ------------------------------------ | ------- | --------------- | ---- |
|                         | Partido Socialista                   | 56 370  | 36,00 / 100,00  | 0,70 |
|                         | AD – Aliança Democrática             | 47 718  | 30,47 / 100,00  | 4,93 |
|                         | Iniciativa Liberal                   | 12 710  | 8,12 / 100,00   | 7,49 |
|                         | Chega                                | 12 221  | 7,80 / 100,00   | -    |
|                         | Bloco de Esquerda                    | 7 402   | 4,73 / 100,00   | 8,28 |
|                         | Livre                                | 5 871   | 3,75 / 100,00   | 2,08 |
|                         | CDU – Coligação Democrática Unitária | 5 287   | 3,38 / 100,00   | 1,86 |
|                         | Alternativa Democrática Nacional     | 2 073   | 1,32 / 100,00   | 0,75 |
|                         | Pessoas–Animais–Natureza             | 1 631   | 1,04 / 100,00   | 3,05 |
|                         | Outros (com menos de 1,00%)          | 1 650   | 1,05 / 100,00   |      |
| Votos inválidos         | Votos inválidos                      | 3 656   | 2,34 / 100,00   | 5,62 |
| Total                   | Total                                | 156 589 | 100,00 / 100,00 |      |
| Eleitorado/Participação | Eleitorado/Participação              | 371 649 | 42,13 / 100,00  | 8,20 |

### Évora
| Partido                 | Partido                              | Votos   | %               | +/-   |
| ----------------------- | ------------------------------------ | ------- | --------------- | ----- |
|                         | Partido Socialista                   | 20 364  | 33,84 / 100,00  | 1,05  |
|                         | AD – Aliança Democrática             | 14 003  | 23,27 / 100,00  | 5,97  |
|                         | CDU – Coligação Democrática Unitária | 7 788   | 12,94 / 100,00  | 7,31  |
|                         | Chega                                | 6 146   | 10,21 / 100,00  | -     |
|                         | Iniciativa Liberal                   | 4 635   | 7,70 / 100,00   | 7,18  |
|                         | Bloco de Esquerda                    | 2 422   | 4,02 / 100,00   | 5,25  |
|                         | Livre                                | 1 984   | 3,30 / 100,00   | 1,94  |
|                         | Outros (com menos de 1,00%)          | 1 655   | 2,74 / 100,00   |       |
| Votos inválidos         | Votos inválidos                      | 1 179   | 1,96 / 100,00   | 3,98  |
| Total                   | Total                                | 60 176  | 100,00 / 100,00 |       |
| Eleitorado/Participação | Eleitorado/Participação              | 133 233 | 45,17 / 100,00  | 10,68 |

### Faro
| Partido                 | Partido                              | Votos   | %               | +/-   |
| ----------------------- | ------------------------------------ | ------- | --------------- | ----- |
|                         | Partido Socialista                   | 48 083  | 29,46 / 100,00  | 4,72  |
|                         | AD – Aliança Democrática             | 46 020  | 28,20 / 100,00  | 6,60  |
|                         | Chega                                | 23 401  | 14,34 / 100,00  | -     |
|                         | Iniciativa Liberal                   | 15 123  | 9,27 / 100,00   | 8,64  |
|                         | Bloco de Esquerda                    | 8 240   | 5,05 / 100,00   | 7,89  |
|                         | CDU – Coligação Democrática Unitária | 6 605   | 4,05 / 100,00   | 3,24  |
|                         | Livre                                | 5 973   | 3,66 / 100,00   | 1,89  |
|                         | Pessoas–Animais–Natureza             | 2 404   | 1,47 / 100,00   | 4,68  |
|                         | Alternativa Democrática Nacional     | 2 368   | 1,45 / 100,00   | 0,96  |
|                         | Outros (com menos de 1,00%)          | 2 172   | 1,32 / 100,00   |       |
| Votos inválidos         | Votos inválidos                      | 2 828   | 1,73 / 100,00   | 5,12  |
| Total                   | Total                                | 163 217 | 100,00 / 100,00 |       |
| Eleitorado/Participação | Eleitorado/Participação              | 386 791 | 42,20 / 100,00  | 15,28 |

### Guarda
| Partido                 | Partido                              | Votos   | %               | +/-   |
| ----------------------- | ------------------------------------ | ------- | --------------- | ----- |
|                         | Partido Socialista                   | 22 570  | 35,77 / 100,00  | 1,08  |
|                         | AD – Aliança Democrática             | 22 132  | 35,07 / 100,00  | 1,47  |
|                         | Chega                                | 6 427   | 10,19 / 100,00  | -     |
|                         | Iniciativa Liberal                   | 3 438   | 5,45 / 100,00   | 5,07  |
|                         | Bloco de Esquerda                    | 1 763   | 2,79 / 100,00   | 4,56  |
|                         | Livre                                | 1 334   | 2,11 / 100,00   | 1,16  |
|                         | Alternativa Democrática Nacional     | 1 254   | 1,99 / 100,00   | 1,53  |
|                         | CDU – Coligação Democrática Unitária | 1 221   | 1,93 / 100,00   | 1,24  |
|                         | Outros (com menos de 1,00%)          | 1 377   | 2,20 / 100,00   |       |
| Votos inválidos         | Votos inválidos                      | 1 585   | 2,52 / 100,00   | 5,78  |
| Total                   | Total                                | 63 101  | 100,00 / 100,00 |       |
| Eleitorado/Participação | Eleitorado/Participação              | 141 053 | 44,74 / 100,00  | 11,70 |

### Leiria
| Partido                 | Partido                              | Votos   | %               | +/-  |
| ----------------------- | ------------------------------------ | ------- | --------------- | ---- |
|                         | AD – Aliança Democrática             | 64 095  | 36,15 / 100,00  | 1,76 |
|                         | Partido Socialista                   | 48 029  | 27,09 / 100,00  | 0,30 |
|                         | Chega                                | 18 243  | 10,29 / 100,00  | -    |
|                         | Iniciativa Liberal                   | 17 196  | 9,70 / 100,00   | 9,00 |
|                         | Bloco de Esquerda                    | 6 853   | 3,87 / 100,00   | 5,58 |
|                         | Livre                                | 5 992   | 3,38 / 100,00   | 1,73 |
|                         | CDU - Coligação Democrática Unitária | 4 919   | 2,77 / 100,00   | 1,72 |
|                         | Alternativa Democrática Nacional     | 3 312   | 1,87 / 100,00   | 1,37 |
|                         | Pessoas–Animais–Natureza             | 1 837   | 1,04 / 100,00   | 3,61 |
|                         | Outros (com menos de 1,00%)          | 2 326   | 1,31 / 100,00   |      |
| Votos inválidos         | Votos inválidos                      | 4 491   | 2,53 / 100,00   | 7,34 |
| Total                   | Total                                | 177 293 | 100,00 / 100,00 |      |
| Eleitorado/Participação | Eleitorado/Participação              | 412 301 | 43,00 / 100,00  | 8,85 |

### Lisboa
| Partido                 | Partido                              | Votos     | %               | +/-   |
| ----------------------- | ------------------------------------ | --------- | --------------- | ----- |
|                         | Partido Socialista                   | 256 527   | 30,49 / 100,00  | 2,24  |
|                         | AD – Aliança Democrática             | 225 190   | 26,76 / 100,00  | 3,34  |
|                         | Iniciativa Liberal                   | 99 445    | 11,82 / 100,00  | 10,53 |
|                         | Chega                                | 85 824    | 10,20 / 100,00  | -     |
|                         | Livre                                | 45 342    | 5,39 / 100,00   | 2,58  |
|                         | Bloco de Esquerda                    | 42 059    | 5,00 / 100,00   | 5,55  |
|                         | CDU – Coligação Democrática Unitária | 41 242    | 4,90 / 100,00   | 3,33  |
|                         | Pessoas–Animais–Natureza             | 12 807    | 1,52 / 100,00   | 5,27  |
|                         | Alternativa Democrática Nacional     | 9 146     | 1,09 / 100,00   | 0,71  |
|                         | Outros (com menos de 1,00%)          | 9 584     | 1,15 / 100,00   |       |
| Votos inválidos         | Votos inválidos                      | 14 197    | 1,69 / 100,00   | 3,77  |
| Total                   | Total                                | 841 363   | 100,00 / 100,00 |       |
| Eleitorado/Participação | Eleitorado/Participação              | 1 915 145 | 43,93 / 100,00  | 3,82  |

### Madeira
| Partido                 | Partido                              | Votos   | %               | +/-  |
| ----------------------- | ------------------------------------ | ------- | --------------- | ---- |
|                         | AD – Aliança Democrática             | 45 250  | 42,65 / 100,00  | 2,58 |
|                         | Partido Socialista                   | 27 574  | 25,99 / 100,00  | 0,18 |
|                         | Chega                                | 9 665   | 9,11 / 100,00   | -    |
|                         | Iniciativa Liberal                   | 5 737   | 5,41 / 100,00   | 4,41 |
|                         | Bloco de Esquerda                    | 3 049   | 2,87 / 100,00   | 2,42 |
|                         | Alternativa Democrática Nacional     | 2 040   | 1,92 / 100,00   | 1,10 |
|                         | Pessoas–Animais–Natureza             | 2 001   | 1,89 / 100,00   | 1,81 |
|                         | CDU – Coligação Democrática Unitária | 1 983   | 1,87 / 100,00   | 1,10 |
|                         | Livre                                | 1 798   | 1,69 / 100,00   | 0,32 |
|                         | Partido Trabalhista Português        | 1 738   | 1,64 / 100,00   | 0,37 |
|                         | Outros (com menos de 1,00%)          | 2 830   | 2,68 / 100,00   |      |
| Votos inválidos         | Votos inválidos                      | 2 420   | 2,28 / 100,00   | 3,06 |
| Total                   | Total                                | 106 085 | 100,00 / 100,00 |      |
| Eleitorado/Participação | Eleitorado/Participação              | 254 874 | 41,62 / 100,00  | 3,08 |

### Portalegre
| Partido                 | Partido                              | Votos  | %               | +/-   |
| ----------------------- | ------------------------------------ | ------ | --------------- | ----- |
|                         | Partido Socialista                   | 15 582 | 37,67 / 100,00  | 4,66  |
|                         | AD – Aliança Democrática             | 10 577 | 25,57 / 100,00  | 5,54  |
|                         | Chega                                | 5 423  | 13,11 / 100,00  | -     |
|                         | CDU – Coligação Democrática Unitária | 3 121  | 7,55 / 100,00   | 5,03  |
|                         | Iniciativa Liberal                   | 2 508  | 6,06 / 100,00   | 5,68  |
|                         | Bloco de Esquerda                    | 1 272  | 3,08 / 100,00   | 4,79  |
|                         | Livre                                | 1 021  | 2,47 / 100,00   | 1,53  |
|                         | Alternativa Democrática Nacional     | 425    | 1,03 / 100,00   | 0,79  |
|                         | Outros (com menos de 1,00%)          | 643    | 1,56 / 100,00   |       |
| Votos inválidos         | Votos inválidos                      | 787    | 1,91 / 100,00   | 4,61  |
| Total                   | Total                                | 41 359 | 100,00 / 100,00 |       |
| Eleitorado/Participação | Eleitorado/Participação              | 92 971 | 44,49 / 100,00  | 12,30 |

### Porto
| Partido                 | Partido                              | Votos     | %               | +/-  |
| ----------------------- | ------------------------------------ | --------- | --------------- | ---- |
|                         | Partido Socialista                   | 227 129   | 33,73 / 100,00  | 0,81 |
|                         | AD – Aliança Democrática             | 216 931   | 32,21 / 100,00  | 3,19 |
|                         | Iniciativa Liberal                   | 65 019    | 9,65 / 100,00   | 8,49 |
|                         | Chega                                | 52 020    | 7,72 / 100,00   | -    |
|                         | Bloco de Esquerda                    | 30 168    | 4,48 / 100,00   | 5,77 |
|                         | Livre                                | 26 019    | 3,86 / 100,00   | 2,10 |
|                         | CDU – Coligação Democrática Unitária | 19 966    | 2,96 / 100,00   | 2,01 |
|                         | Pessoas–Animais–Natureza             | 8 534     | 1,27 / 100,00   | 4,32 |
|                         | Alternativa Democrática Nacional     | 8 272     | 1,23 / 100,00   | 0,69 |
|                         | Outros (com menos de 1,00%)          | 7 571     | 1,13 / 100,00   |      |
| Votos inválidos         | Votos inválidos                      | 11 811    | 1,75 / 100,00   | 5,04 |
| Total                   | Total                                | 673 440   | 100,00 / 100,00 |      |
| Eleitorado/Participação | Eleitorado/Participação              | 1 590 931 | 42,33 / 100,00  | 4,69 |

### Santarém
| Partido                 | Partido                              | Votos   | %               | +/-   |
| ----------------------- | ------------------------------------ | ------- | --------------- | ----- |
|                         | Partido Socialista                   | 54 304  | 32,21 / 100,00  | 1,97  |
|                         | AD – Aliança Democrática             | 50 523  | 29,97 / 100,00  | 3,76  |
|                         | Chega                                | 21 050  | 12,49 / 100,00  | -     |
|                         | Iniciativa Liberal                   | 13 359  | 7,92 / 100,00   | 7,32  |
|                         | CDU – Coligação Democrática Unitária | 7 645   | 4,53 / 100,00   | 3,49  |
|                         | Bloco de Esquerda                    | 6 463   | 3,83 / 100,00   | 6,08  |
|                         | Livre                                | 5 174   | 3,07 / 100,00   | 1,63  |
|                         | Alternativa Democrática Nacional     | 2 345   | 1,39 / 100,00   | 0,98  |
|                         | Outros (com menos de 1,00%)          | 3 824   | 2,27 / 100,00   |       |
| Votos inválidos         | Votos inválidos                      | 3 913   | 2,32 / 100,00   | 5,83  |
| Total                   | Total                                | 168 600 | 100,00 / 100,00 |       |
| Eleitorado/Participação | Eleitorado/Participação              | 377 103 | 44,71 / 100,00  | 10,12 |

### Setúbal
| Partido                 | Partido                              | Votos   | %               | +/-  |
| ----------------------- | ------------------------------------ | ------- | --------------- | ---- |
|                         | Partido Socialista                   | 108 510 | 34,15 / 100,00  | 0,66 |
|                         | AD – Aliança Democrática             | 63 174  | 19,88 / 100,00  | 5,76 |
|                         | Chega                                | 37 649  | 11,85 / 100,00  | -    |
|                         | CDU – Coligação Democrática Unitária | 30 548  | 9,61 / 100,00   | 7,53 |
|                         | Iniciativa Liberal                   | 28 849  | 9,08 / 100,00   | 8,45 |
|                         | Bloco de Esquerda                    | 17 639  | 5,55 / 100,00   | 6,32 |
|                         | Livre                                | 14 450  | 4,55 / 100,00   | 2,65 |
|                         | Pessoas–Animais–Natureza             | 4 893   | 1,54 / 100,00   | 5,05 |
|                         | Outros (com menos de 1,00%)          | 6 548   | 2,06 / 100,00   |      |
| Votos inválidos         | Votos inválidos                      | 5 506   | 1,73 / 100,00   | 3,77 |
| Total                   | Total                                | 317 766 | 100,00 / 100,00 |      |
| Eleitorado/Participação | Eleitorado/Participação              | 752 073 | 42,25 / 100,00  | 7,05 |

### Viana do Castelo
| Partido                 | Partido                              | Votos   | %               | +/-  |
| ----------------------- | ------------------------------------ | ------- | --------------- | ---- |
|                         | AD – Aliança Democrática             | 35 025  | 36,85 / 100,00  | 2,23 |
|                         | Partido Socialista                   | 29 437  | 30,97 / 100,00  | 1,25 |
|                         | Chega                                | 9 088   | 9,56 / 100,00   | -    |
|                         | Iniciativa Liberal                   | 7 021   | 7,39 / 100,00   | 6,85 |
|                         | Bloco de Esquerda                    | 3 221   | 3,39 / 100,00   | 5,00 |
|                         | Livre                                | 2 616   | 2,75 / 100,00   | 1,57 |
|                         | CDU – Coligação Democrática Unitária | 2 510   | 2,64 / 100,00   | 1,65 |
|                         | Alternativa Democrática Nacional     | 1 809   | 1,90 / 100,00   | 1,02 |
|                         | Outros (com menos de 1,00%)          | 2 113   | 2,22 / 100,00   |      |
| Votos inválidos         | Votos inválidos                      | 2 217   | 2,34 / 100,00   | 6,04 |
| Total                   | Total                                | 95 057  | 100,00 / 100,00 |      |
| Eleitorado/Participação | Eleitorado/Participação              | 233 256 | 40,75 / 100,00  | 9,32 |

### Vila Real
| Partido                 | Partido                              | Votos   | %               | +/-  |
| ----------------------- | ------------------------------------ | ------- | --------------- | ---- |
|                         | AD – Aliança Democrática             | 32 435  | 40,71 / 100,00  | 0,12 |
|                         | Partido Socialista                   | 26 343  | 33,06 / 100,00  | 1,05 |
|                         | Chega                                | 7 435   | 9,33 / 100,00   | -    |
|                         | Iniciativa Liberal                   | 3 926   | 4,93 / 100,00   | 4,52 |
|                         | Bloco de Esquerda                    | 1 808   | 2,27 / 100,00   | 4,38 |
|                         | Livre                                | 1 629   | 2,04 / 100,00   | 0,98 |
|                         | CDU – Coligação Democrática Unitária | 1 480   | 1,86 / 100,00   | 0,63 |
|                         | Alternativa Democrática Nacional     | 1 422   | 1,78 / 100,00   | 1,33 |
|                         | Outros (com menos de 1,00%)          | 1 587   | 1,99 / 100,00   |      |
| Votos inválidos         | Votos inválidos                      | 1 607   | 2,01 / 100,00   | 4,71 |
| Total                   | Total                                | 79 672  | 100,00 / 100,00 |      |
| Eleitorado/Participação | Eleitorado/Participação              | 208 255 | 38,26 / 100,00  | 9,47 |

### Viseu
| Partido                 | Partido                              | Votos   | %               | +/-   |
| ----------------------- | ------------------------------------ | ------- | --------------- | ----- |
|                         | AD – Aliança Democrática             | 53 925  | 39,55 / 100,00  | 2,23  |
|                         | Partido Socialista                   | 43 827  | 32,15 / 100,00  | 0,42  |
|                         | Chega                                | 13 078  | 9,59 / 100,00   | -     |
|                         | Iniciativa Liberal                   | 8 314   | 6,10 / 100,00   | 5,64  |
|                         | Bloco de Esquerda                    | 3 659   | 2,68 / 100,00   | 4,99  |
|                         | Livre                                | 3 110   | 2,28 / 100,00   | 1,13  |
|                         | CDU – Coligação Democrática Unitária | 2 497   | 1,83 / 100,00   | 1,01  |
|                         | Alternativa Democrática Nacional     | 2 269   | 1,66 / 100,00   | 1,24  |
|                         | Outros (com menos de 1,00%)          | 2 587   | 1,91 / 100,00   |       |
| Votos inválidos         | Votos inválidos                      | 3 064   | 2,25 / 100,00   | 6,37  |
| Total                   | Total                                | 136 330 | 100,00 / 100,00 |       |
| Eleitorado/Participação | Eleitorado/Participação              | 335 220 | 40,67 / 100,00  | 10,14 |

### Estrangeiro
| Eleições parlamentares europeias de 2024 Distritos: Aveiro \| Beja \| Braga \| Bragança \| Castelo Branco \| Coimbra \| Évora \| Faro \| Guarda \| Leiria \| Lisboa \| Portalegre \| Porto \| Santarém \| Setúbal \| Viana do Castelo \| Vila Real \| Viseu \| Açores \| Madeira \| Estrangeiro |

## Representação parlamentar (2024–2029)

### Partidos nacionais
| Partido | Partido                     | Deputados | Grupo parlamentar | Grupo parlamentar                                 |
| ------- | --------------------------- | --------- | ----------------- | ------------------------------------------------- |
|         | Partido Socialista          | 8 / 21    |                   | Aliança Progressista dos Socialistas e Democratas |
|         | Partido Social Democrata    | 6 / 21    |                   | Grupo do Partido Popular Europeu                  |
|         | Chega                       | 2 / 21    |                   | Patriotas pela Europa                             |
|         | Iniciativa Liberal          | 2 / 21    |                   | Renovar a Europa                                  |
|         | Bloco de Esquerda           | 1 / 21    |                   | A Esquerda no Parlamento Europeu - GUE/NGL        |
|         | CDS – Partido Popular       | 1 / 21    |                   | Grupo do Partido Popular Europeu                  |
|         | Partido Comunista Português | 1 / 21    |                   | A Esquerda no Parlamento Europeu - GUE/NGL        |

### Grupos parlamentares europeus
| Grupo parlamentar | Grupo parlamentar                                 | Deputados |
| ----------------- | ------------------------------------------------- | --------- |
|                   | Aliança Progressista dos Socialistas e Democratas | 8 / 21    |
|                   | Grupo do Partido Popular Europeu                  | 7 / 21    |
|                   | A Esquerda no Parlamento Europeu - GUE/NGL        | 2 / 21    |
|                   | Patriotas pela Europa                             | 2 / 21    |
|                   | Renovar a Europa                                  | 2 / 21    |